# 2016 en journalisme
Cet article présente les faits marquants de l'année 2016 en journalisme.

## Évènements
- 3 avril : Publication des Panama Papers[1].
- 5 décembre : création du journal Le Vent Se Lève.